# Melanogryllus carmichaeli
Melanogryllus carmichaeli är en insektsart som först beskrevs av Lucien Chopard 1928.  Melanogryllus carmichaeli ingår i släktet Melanogryllus och familjen syrsor. Inga underarter finns listade i Catalogue of Life.